# Samba Diakité
Pour les articles homonymes, voir Diakité.
Samba Diakité, né le 24 janvier 1989 à Montfermeil, est un footballeur international malien qui évolue au poste de milieu de terrain.

## Biographie

### Débuts et formation
Originaire de Montfermeil en Seine-Saint-Denis, Samba Diakité commence à jouer au football dans le club de sa ville natale avant de prendre sa première licence au club du Bourget à l'âge de 14 ans. Deux ans plus tard, il rejoint l'US Torcy et se fait repérer par des clubs nationalement connus tels que le FC Gueugnon, le Stade brestois et le Valenciennes FC. Il opte finalement pour le club nordiste mais se fracture la cheville dès son deuxième jour d'entraînement. Diakité participe finalement à la remontée de l'équipe réserve en CFA puis aide les moins de 18 ans à se maintenir la saison suivante.
Le jeune milieu de terrain franco-malien prend alors la décision de retourner dans son département d'origine en rejoignant Noisy-le-Sec. Ses performances attisent les convoitises et l'AS Nancy-Lorraine  par l'intermédiaire de Rachid Maatar alors directeur du centre de formation et entraineur de la réserve décide de le recruter durant l'été 2009.

### AS Nancy-Lorraine
Samba Diakité signe son premier contrat professionnel avec le club lorrain fin décembre 2009.
Le 17 avril 2010, il joue son premier match de Ligue 1 lors de la rencontre comptant pour la 33e journée face au Stade rennais (0-0). Pablo Correa, l'entraîneur de la formation lorraine, le titularise pour la première fois lors du match suivant contre le Montpellier HSC.
Le 22 septembre 2010, Diakité marque son premier but sous les couleurs nancéiennes durant le 16e de finale de la Coupe de la Ligue face aux Girondins de Bordeaux. Les Lorrains s'inclinent cependant (1-2). Il prend part à 23 matchs de Ligue 1 lors de la saison 2010-2011 et est régulièrement titularisé durant la première partie de la saison suivante.
Proche d'un accord avec l'Olympique lyonnais, Samba Diakité décide finalement d'entamer les discussions avec le club anglais des Queens Park Rangers lors du marché des transferts hivernal de janvier 2012.

### Queens Park Rangers
Le 29 janvier 2012, Diakité est officiellement prêté à QPR jusqu'à la fin de la saison, ce prêt étant accompagné d'une option d'achat. Le 25 février suivant, il prend part à son premier match de Premier League lors de la rencontre comptant pour la 26e journée face au Fulham FC. Il se fait expulser à la 33e minute après deux cartons jaunes en moins d'un quart d'heure et les Rangers s'inclinent (0-1).
Le 27 juin 2012, le club londonien lève l'option d'achat de Diakité qui signe un contrat de quatre ans. Fin janvier 2014, il est prêté à Watford.

### Sélection nationale
En 2012, Diakité est sélectionné parmi les joueurs participant à la Coupe d'Afrique des nations. Il honore sa première sélection le 24 janvier face à la Guinée (victoire 1-0). Le Mali est éliminé en demi-finale par la Côte d'Ivoire mais complète le podium final après son succès face au Ghana lors du match pour la troisième place (0-2).

## Statistiques
| Saison                | Club                       | Championnat           | Championnat | Championnat | Coupe nationale | Coupe nationale | Coupe de la Ligue | Coupe de la Ligue | Compétition(s) continentale(s) | Compétition(s) continentale(s) | Compétition(s) continentale(s) | Mali | Mali | Total | Total |
| Saison                | Club                       | Division              | M.          | B.          | M.              | B.              | M.                | B.                | Comp.                          | M.                             | B.                             | M.   | B.   | M.    | B.    |
| 2008-2009             | Olympique Noisy-le-Sec     | CFA                   | 28          | 0           | 1               | 0               | -                 | -                 | -                              | -                              | -                              | -    | -    | 29    | 0     |
| 2009-2010             | AS Nancy-Lorraine          | Ligue 1               | 3           | 0           | 1               | 0               | 1                 | 0                 | -                              | -                              | -                              | -    | -    | 5     | 0     |
| 2010-2011             | AS Nancy-Lorraine          | Ligue 1               | 23          | 0           | 1               | 1               | 1                 | 1                 | -                              | -                              | -                              | -    | -    | 25    | 2     |
| 2011-2012             | AS Nancy-Lorraine          | Ligue 1               | 15          | 0           | -               | -               | 1                 | 1                 | -                              | -                              | -                              | 2    | 0    | 18    | 1     |
| 2011-2012             | Queens Park Rangers (prêt) | Premier League        | 9           | 1           | -               | -               | -                 | -                 | -                              | -                              | -                              | 3    | 0    | 12    | 1     |
| 2012-2013             | Queens Park Rangers        | Premier League        | 14          | 0           | -               | -               | 1                 | 0                 | -                              | -                              | -                              | 4    | 0    | 19    | 0     |
| 2013-2014             | Queens Park Rangers        | Championship          | -           | -           | -               | -               | 1                 | 0                 | -                              | -                              | -                              | -    | -    | 1     | 0     |
| 2013-2014             | Watford FC (prêt)          | Championship          | 6           | 0           | -               | -               | -                 | -                 | -                              | -                              | -                              | -    | -    | 6     | 0     |
| 2014-2015             | Ittihad FC (prêt)          | SPL                   | 7           | 1           | -               | -               | -                 | -                 | ACL                            | 2                              | 0                              | -    | -    | 9     | 1     |
| 2015-2016             | Queens Park Rangers        | Championship          | -           | -           | -               | -               | -                 | -                 | -                              | -                              | -                              | -    | -    | 0     | 0     |
| 2017-2018             | Red Star FC                | National              | 9           | 0           | 1               | 0               | 1                 | 0                 | -                              | -                              | -                              | -    | -    | 11    | 0     |
| Total sur la carrière | Total sur la carrière      | Total sur la carrière | 114         | 2           | 4               | 1               | 6                 | 2                 | -                              | 2                              | 0                              | 9    | 0    | 135   | 5     |